# Ежи Завейский
Ежи Завейский (творческий псевдоним Хенрика Новицкого) (пол. Jerzy Zawieyski; 2 октября 1902, Радогощ (ныне Лодзь), Петроковская губерния, Царства Польского, Российской империи — 18 июня 1969, Варшава, ПНР) — польский писатель
, драматург, сценарист, эссеист, политический и общественный деятель, актёр-любитель.

## Биография
В 1926 году окончил драматическое училище в Кракове . С 1926 по 1928 год — актёр Театра Reduta и редактор журнала Teatr Ludowy. С 1929 по 1931 год жил во Франции, где работал с польскими самодеятельными драматическими коллективами. После возвращения в Польшу до 1939 года работал директором Института фольклорных театров (Instytut Teatrów Ludowych), актёром и литературным руководителем театра Ataneum.
В молодости Завейский был атеист и не принимал католическую веру до 1930-х годов. Был секретарём Общества рабочих университетов (Towarzystwo Uniwersytetów Robotniczych), он вёл работу по организации рабочего образовательного и театрального движения. Затем — активистом Союза польской сельской молодёжи (Związek Młodzieży Wiejskiej Rzeczypospolitej Polskiej).
Во время немецкой оккупации Польши активно участвовал в подпольном культурном движении. После 1945 года сосредоточился на литературной и журналистской деятельности, был связан с журналом Tygodnik Powszechny.
После окончания Второй мировой войны был членом объединения католиков («Стоважишэне», организованного в 1952 г.), одобряющих социалистические преобразования в Польше. С 1956 года — активист Клуба католической интеллигенции. В 1956—1957 годах — председатель Национального клуба католической прогрессивной интеллигенции, затем президент Варшавского Клуба католической прогрессивной интеллигенции. В 1956—1962 годах был вице-президентом Главного правления Союза польских писателей, с 1958 по 1969 год — член президиума Польского национального комитета Фронта национального единства. В 1957 году избирался членом Сейма Польской Народной Республики.
Дружил с кардиналом Стефаном Вышиньским. Во время своей политической деятельности Е. Завейский пытался играть роль посредника между первым секретарём ПОРП Владиславом Гомулкой и кардиналом Вышиньским.
Известно, что Завейский был гомосексуалом. В 1933 году познакомился со Станиславом Требачкевичем. Они полюбили друг друга и жили вместе до самой смерти Завейского в 1969 году. Оба, согласно их желанию, похоронены в одной могиле на Лесном кладбище в селе Ляски под Варшавой.
В конце жизни перенёс инсульт. Покончил жизнь самоубийством, выбросившись из окна 3-го этажа больницы.

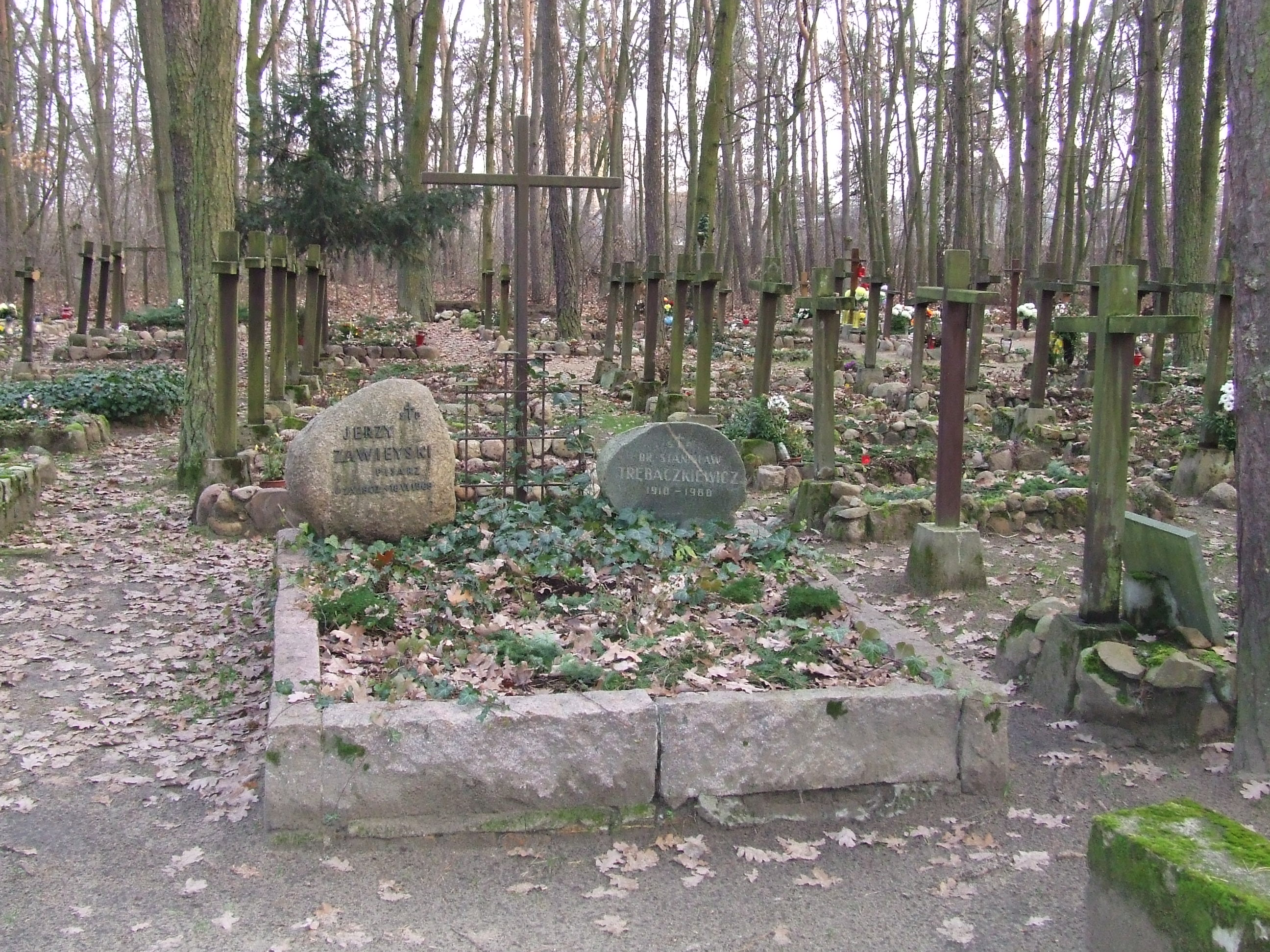
Могила Е. Завейского и С. Требачкевича

## Творчество
Дебютировал в 1921 году со стихами («Strzępy») под псевдонимом Конар-Новицкий.
Автор психологических, социальных, моральных и исторических романов, драм, рассказов, очерков и статей.
В своих драматических произведениях пропагандировал католическое «всепрощение». Среди его пьес: «Возвращение Пшеленцкого» (1937, театр «Народовы», Варшава) — написана во время полемики с драматургом С. Жеромским о путях развития культуры Польши; «Спасение Якуба» (1947, театр им. Словацкого, Краков), «Любовь Анны» (1948) — о людях послевоенной Польши; «Сократ» (1950), «Жалоба Ореста» (1951), «Тиртей» (1955) — о героях античности; «Совершенный человек», «Песня надежды» — о библейских героях, и др.
Герои пьес Завейского — чаще всего страдающие, беспомощные, безвольные люди, находящие искупление в страдании, раскаянии и любви к ближнему. Однако в более поздних драмах «Сократ» и «Обоюдоострый меч» (о Томасе Море) прославляется новый герой — человек, твёрдый духом, умирающий за правду.

## Избранные произведения
Романы
- Gdzie jesteś, przyjacielu (1932)
- Daleko do rana (1932)
- Droga do domu (1946)
- Wawrzyny i cyprysy (1966)
- Konrad nie chce zejść ze sceny (1966)

Пьесы
- Dyktator Faust
- Powrót Przełęckiego
- Mąż doskonały
- Rozdroże miłości
- Rzeka niedoli (1953)
- Tyrteusz
- Pożegnanie z Salomeą

Рассказы
- Romans z ojczyzną (1963)

Эссе
- Próby ognia i czasu (1958)
- Pomiędzy plewą i manną (1971)
- Droga katechumena (1971)

Киносценарии
- Prawdziwy koniec wielkiej wojny (1957)
- Odwiedziny prezydenta (1961)

Мемуары
- Dobrze, że byli (1974)
- Kartki z dziennika 1955—1969 (1983)

## Награды
- Рыцарский крест Ордена Возрождения Польши
- Серебряный крест за заслуги (1936)
- Серебряные академические лавры (1936)
- Великий офицер Ордена «За заслуги перед Итальянской Республикой» (1965)